# فرودگاه کروگر
فرودگاه کروگر  (به انگلیسی: Krueger Airport) یک فرودگاه خصوصی است که یک باند فرود چمن دارد و طول باند آن ۳۹۶ متر است. این فرودگاه در کشور ایالات متحده آمریکا قرار دارد و در ارتفاع ۱۸۸ متری از سطح دریا واقع شده است.